# Aarre Tuompo
Aarre Armas Aatos Tuompo, född 11 maj 1908 i Jakimvaara, död 30 augusti 1960 i Mäntsälä, var en finländsk psykolog.
Tuompo blev filosofie doktor 1943. Han var 1957–1960 professor i psykologi vid Samhälleliga högskolan samt docent i psykologi vid Åbo universitet från 1946 och vid Helsingfors universitet från 1954. Han utforskade tidigt möjligheterna att tillämpa Rorschachtestet (1948) och utgav därtill bland annat avhandlingen Experimentelle und sozialpsychologische Untersuchungen bei der Landjugend (1942).